# ノッポさんの手話で歌おう
ノッポさんの手話で歌おう（ノッポさんのしゅわでうたおう）は、1997年12月22日から1997年12月30日までNHK教育テレビジョンで放送されていたテレビ番組。

## 概要
1997年度の『冬のテレビクラブ』で放送。

## 出演者
- ノッポさん：高見映
- 忍足亜希子、岡崎裕美、野沢久美子

## 放送リスト
| 回 | タイトル           | 放送日         |
| -- | ------------------ | -------------- |
| 1  | 大きな古時計       | 1997年12月22日 |
| 2  | 森の熊さん         | 1997年12月24日 |
| 3  | おばけなんてないさ | 1997年12月25日 |
| 4  | 四季の歌           | 1997年12月26日 |
| 5  | 一週間             | 1997年12月29日 |
| 6  | 上を向いて歩こう   | 1997年12月30日 |